# Babin Potok (Słowacja)
Babin Potok (węg. Balpataka) – wieś na Słowacji, w kraju preszowskim, powiecie Preszów. Historyczne nazwy wsi to Babapothoka, Balpathaka, Balpotok, w komitacie Sáros. W połowie XIII wieku okolice Sabinova zostały skolonizowane przez królów węgierskich osadnikami przybyłymi z Niemiec. Byli to głównie rzemieślnicy o różnych specjalnościach. Pierwsza pisemna wzmianka o wsi pochodzi z roku 1310, doszło wtedy do podziału majątku Terne i Babin Potoka. W roku 1334 przy podziale majątku Tekulovcov północna część przypadła Mikulaszowi synowi Pawła, natomiast część południowa jego bratu Andrzejowi. Z okresu tego pochodzą historyczne nazwy wsi Nižný Babin Potok oraz Vyšný Babin Potok. W roku 1390 wieś otrzymała przywilej lokacyjny. 
W roku 1548 wieś liczyła 5 domów, natomiast pod koniec XVI wieku było tam już 18 domów. Jeszcze w XV wieku Babin Potok był siedzibą samodzielnej parafii rzymskokatolickiej. Średniowieczny kościół nie zachował się do dzisiejszych czasów. W roku 1990 papież Jan Paweł II poświęcił w Bratysławie kamień węgielny pod nowo budowany kościół pw. Św. Elżbiety Węgierskiej w Babin Potoku. Obecnie wieś należy do parafii w miejscowości Terňa. 